# Pequeña España

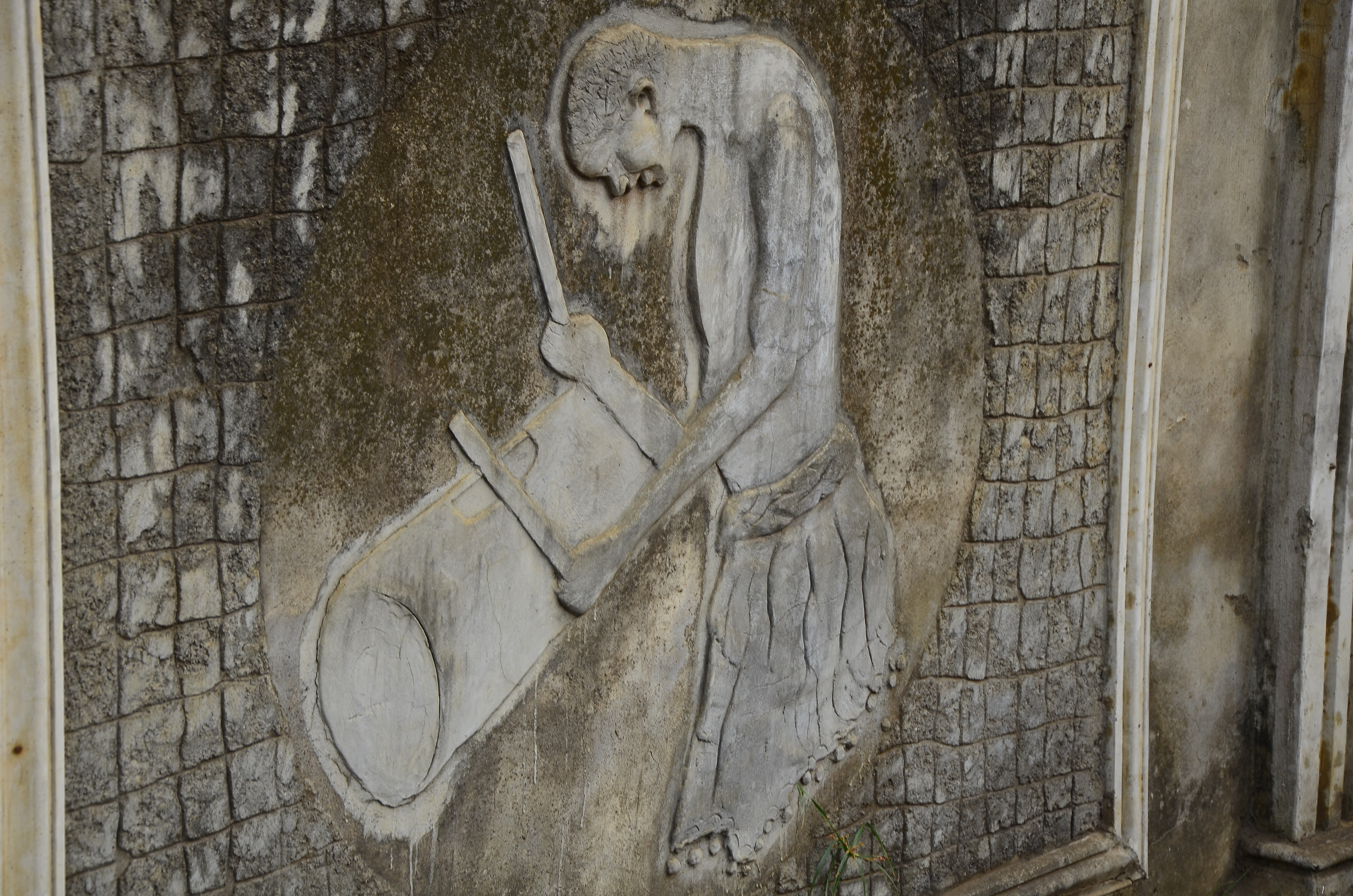

Pequeña España es un barrio de Malabo, capital de Guinea Ecuatorial. Se encuentra en la zona oeste de la ciudad, junto a la carretera que conduce al aeropuerto. 
Aunque para los standards occidentales es un barrio más bien  modesto, Pequeña España es considerado el barrio más "elegante" de Malabo y de todo el país. Allí tienen su residencia los más altos funcionarios del gobierno, y, desde el descubrimiento de vastos yacimientos de petróleo, y la posterior instalación de compañías internacionales dedicadas a su explotación, se han construido allí muy cómodas residencias para los ingenieros y especialistas extranjeros dedicados a la industria de los hidrocarburos.
El nombre viene por la concentración histórica de cooperantes españoles, y en épocas más recientes Embajada de España, Centro Cultural y de la UNED en el barrio, en las cercanías del hotel Ureka.